# 모요구

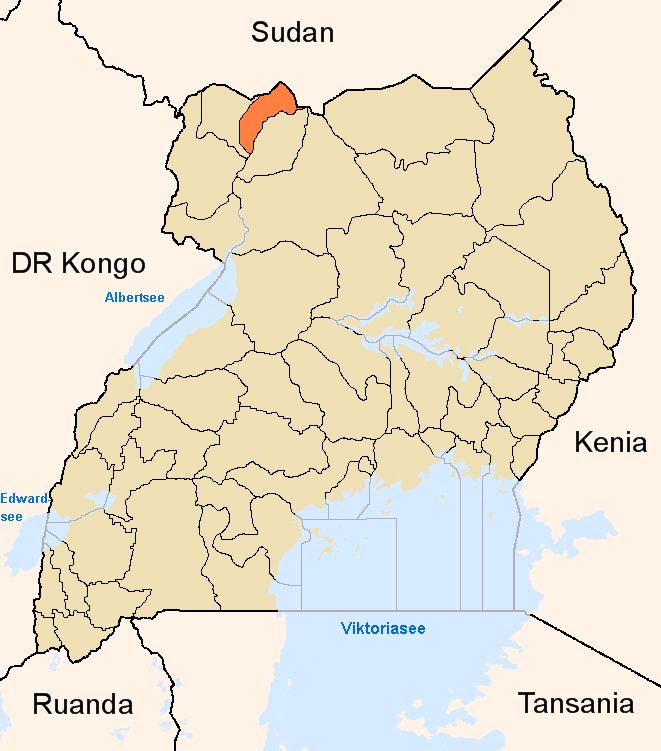
모요 구의 위치

모요구(Moyo)는 우간다 북서부에 위치한 구로, 행정 중심지는 모요이며 면적은 2,059km2, 인구는 199,900명(2002년 인구 조사 기준)이다.
행정 구역상으로는 북부 주에 속하며 2개 군(오봉기 군, 서모요 군)을 관할한다. 서쪽으로는 윰베 구, 북쪽으로는 남수단 동에콰토리아 주, 중앙에콰토리아 주와 접한다.

## 같이 보기
- 북부주 (우간다)
- 우간다의 행정 구역